# Trường Đại học Mở Hà Nội
Trường Đại học Mở Hà Nội (tiếng Anh: Hanoi Open University, viết tắt: HOU) là một cơ sở giáo dục đại học công lập, nhiều cấp độ, nhiều ngành, nhiều lĩnh vực có quyền tự chủ, tự chịu trách nhiệm cao trong hệ thống giáo dục Việt Nam. Quy mô đào tạo của trường đại học này vào khoảng 35.000 sinh viên gồm các hệ chính quy, vừa làm vừa học và đào tạo từ xa, với 21 Ngành đào tạo ở trình độ đại học, 7 Ngành đào tạo trình độ Sau đại học (Thạc sỹ, tiến sĩ)
Số giảng viên cơ hữu gồm 29 Giáo sư, 123 Phó Giáo sư, 322 Tiến sĩ khoa học và Tiến sĩ, 487 Thạc sĩ
Diện tích đất đai của Nhà trường gần 60.000 m2, với 354 phòng học, phòng máy tính, các phòng thực tập, thực hành, phòng thí nghiệm, phòng mỹ thuật,...

## Tổ chức đào tạo
Được thành lập ngày 3 tháng 11 năm 1993 theo quyết định số 535/TTg của Thủ tướng Chính phủ, trường Đại học Mở Hà Nội (trước đây là Viện Đại học Mở Hà Nội) là tổ chức hoạt động trong hệ thống các trường đại học quốc gia do Bộ Giáo dục và Đào tạo Việt Nam trực tiếp quản lý, tự chủ về tài chính và được hưởng mọi quy chế của một trường đại học công lập.
Theo Quyết định số 960/TTg ngày 6-8-2018 của Thủ tướng Chính phủ, Viện đại học Mở Hà Nội mang tên mới là Trường Đại học Mở Hà Nội
- Bậc đào tạo: Đại học, Thạc sĩ, Tiến sĩ
- Hệ đào tạo: Chính quy, Vừa làm vừa học, Từ xa, Trực tuyến (Elearning)

### Ban Lãnh đạo
- Chủ tịch Hội đồng trường: PGS.TS. Nguyễn Mai Hương
- Hiệu trưởng: PGS.TS. Nguyễn Thị Nhung
- Phó Hiệu trưởng: PGS.TS. Dương Thăng Long
- Phó Hiệu trưởng: TS. Nguyễn Minh Phương
- Phó Hiệu trưởng: TS. Bùi Thanh Sơn

## Cơ sở vật chất
- Tại Hà Nội: Trụ sở chính của Trường đặt tại nhà B101, phố Nguyễn Hiền, phường Bách Khoa, quận Hai Bà Trưng, thành phố Hà Nội.
- Tại Long Hưng, Văn Giang, Hưng Yên: Trường có gần 60.000m2, hiện đang đào tạo Giáo dục Quốc phòng - An ninh và Giáo dục Thể chất
- Tại Đà Nẵng: 295 đường Nguyễn Tất Thành, phường Thanh Bình, quận Hải Châu, thành phố Đà Nẵng
- Trường có 4 khu giảng đường và hơn 80 đơn vị liên kết, đơn vị phối hợp đào tạo từ xa, vừa làm vừa học tại nhiều tỉnh, thành phố trên cả nước.
Về cơ sở vật chất:

+ Có 25 phòng máy tính, 03 Trường quay với trang thiết bị hiện đại chuẩn Hàn Quốc

+ Có 354 phòng học, giảng đường từ 40 - 120 chỗ

+ Có 800 phòng học tại các trạm đào tạo địa phương
+ Hệ thống công nghệ đào tạo trực tuyến hiện đại cùng hệ sinh thái số giúp người học tiếp cận kiến thức thuận lợi, hiệu qua·